# طاهر بركة
طاهر بركة (8 مايو 1982 -) هو مذيع لبناني في قناة العربية.

## مسيرته
انتقل للعمل في قناة العربية العام 2005 بعد أن كان يعمل مع محطة أم تي في اللبنانية قبل أن تقفل، ثم مراسلا للأخبار لقناة دبي الاقتصادية لمدة 8 أشهر وبعد ذلك في الحياة ال بي سي بدأ بقسم الأخبار الدولية إلى 8 مايو/ أيار 2003 يوم ميلاده، حيث بلغ 21 سنة وكان أول يوم له على الهواء مباشرة كمذيع أخبار، وبقي 4 أشهر لينتقل إلى دبي ويعمل مع تلفزيون دبي لمدة سنة كاملة كمراسل ومحرر في مركز الأخبار، قبل الانتقال للعربية كمراسل وبعد شهر كمذيع في نشرات الأخبار في 21 مارس/آذار 2005..

## حياته
هو خرّيج أدب عربي.

## الجوائز
حصل طاهر بركة على جائزة أفضل مذيع في المهرجان العربي الرابع للإعلام في بيروت.  . وقال عنه مدير قناة العربية عبد الرحمن الراشد : (طاهر قصة نجاح نعتز بها) .

## روابط ذات علاقة
- قناة العربية
- الموقع الإلكتروني لقناة MTV اللبنانية
- عبد الرحمن الراشد
- الموقع الإلكتروني لشبكة تلفزيون الشرق الأوسط MBC